# الغوط
الغوط عبارة عن منخفض سحيق بين الكثبان الرملية بعمق 40 مترا وقطر يصل من 80 إلى 200 متر يحفره الفلاحون لغراسة النخيل، عرف في منطقة وادي سوف الواقعة بالجنوب الشرقي للجزائر على بعد حوالي 650 كلم عن مدينة الجزائر العاصمة، حيث استغل أهل سوف هذه المنخفضات لغراسة النخيل نظرا لقربها من المياه الجوفية فتصبح النخلة تمتص الماء من الطبقة الجوفية دون أن يسقيها الفلاح.

## عملية انجاز الغوط أو الهود
يتم حفر حوض ذو امتدادات واسعة تبلغ مئات من الأمتار، مع اختيار المكان المناسب من استواء الأرض وقربها من الماء. ويتم ب«رفع الرملة» عند الشروع في إنجاز غوط جديد أو في أثناء توسيع غوط قديم، ويقدم المالك للغوط غلى العملية بنفسه أو يقوم باستئجار عمال يُسمّون «الرّمّآلة»، ويستعملون في عملهم القفة والزنبيل والعبانة والمكرة. لكن مكافحة الرمال تجعل من العمل معركة مستمرة بين الطبيعة والفلاح السوفي، وتقتضي الحكمة متابعة الرياح واتجاهاتها لتساعد الفلاح على حمل الرمال عوض دفن الغوط، ويستخدم لاجل ذلك سور أو حاجز من جريد النخيل «الزْرب» أو الحواجز الحجرية.

## الأهمية
عملية زراعة النخيل في المجتمع السوفي تتميز عن باقي المناطق الصحراوية بخصائص فريدة من نوعها، وخاصة دقلة نور، وذلك بطريقة (البعلي) المعروفة في المنطقة فيمكن لأي مواطن بالمنطقة قديما أن يغرس النخيل بالإيطان ويسافر إلى عمله بمنطقة أخرى بعيدة، فنخيله لا يحتاج إلى سقي، ويعود إليه في فصل الربيع لتأبيره وفي فصل الخريف لجني غلته. وتتم عملية إبداع الغوط عن طريق رفع الرمل على الظهر بالقفة أو عن طريق الحمير والبغال، وهي عملية متعبة ومضنية جدا، لكن الآباء والأجداد بعزمهم وجدهم وحبهم للأرض وتعمير المنطقة أبدعوا الإيطان التي تعد مفخرة للمنطقة ودليل على الذكاء والتحدي.

## احصائيات
زراعة النخيل كانت في ازدياد مستمر عبر السنين، فقد بلغ العدد 60 ألف نخلة عام 1860م، وارتفع العدد إلى 154 ألف نخلة عام 1883م، ووصل إلى 160 ألف نخلة عام 1887م، وبلغ آخر القرن التاسع عشر إلى أزيد من 202 ألف نخلة عام 1900م ووصل سنة 1960م إلى حوالي 450 ألف نخلة. ولكن يلاحظ نقص في سنة 1982 حيث بلغ عدد النخيل إلى 151 ألف نخلة فقط.
تشير تقارير رسمية صادرة عن هيئات مختلفة أن ما يربو عن 100 ألف نخلة مثمرة مغروسة في غيطان النخيل «نحيل البعلي». وكما تشير إحصائيات رسمية صادرة عن هيئات حكومية في هذا الشأن، أن المنطقة قبل نحو أربعين سنة كان يتواجد بها أزيد من 9300 غوط نخيل تضم مليون نخلة مثمرة.

## مشكلة صعود المياه الباطنية
وبمرور الزمن صعدت المياه الباطنية فأصبح النخيل مغمورا بالمياه حيث أدى هذا الصعود إلى إتلاف عدد هائل من النخيل وهذا ماجعل السلطات المسؤولة تتدخل حيث عملوا على دفن بعض الإيطان كليا وهي الموجودة في المناطق السكانية والبعض الأخر دفن جزئيا وهي تلك الموجودة في المناطق الفلاحية.، وتعد بلدية حاسي خليفة الواقعة في الجهة الشمالية الشرقية من الولاية الأكثر تضررا، إذ أنها تُحصي لوحدها 20 ألف نخلة متضررة، بينما يتوزع الباقي على بلديات النخلة، العقلة، الطريفاوي، المقرن والبياضة.

## اعتماده من قبل المنظمة العالمية للتغذية
جرى اعتماد نظام الغوط من قبل منظمة الأغذية والزراعة للأمم المتحدة «الفاو» كتراث زراعي عالمي سنة 2011. حيث وصفته بالنظام المستدام وغير المروي هو في الغالب نظام مستقل ومكتفٍ ذاتيًا، ويعتمد فقط على المعارف التقليدية، وكذلك على التنوع البيولوجي الزراعي المحلي والمكيَّف على أساس ثقافة الحياة في الواحات والعادات الغذائية.